# Eosinofiel

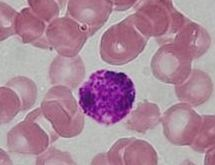
Een basofiele granulocyt omringd met de lichter gekleurde eosinofiele rode bloedcellen (gekleurd met H&E).

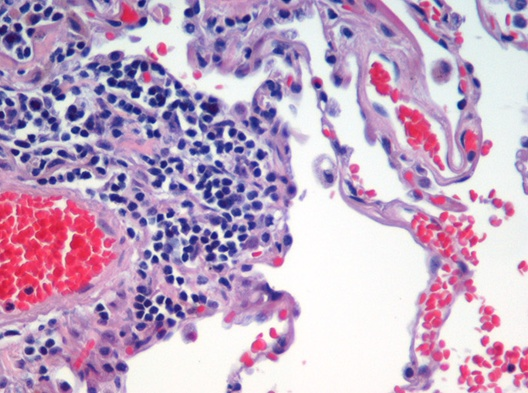
Histologisch preparaat van menselijke longweefsel gekleurd met hematoxyline en eosine.

Eosinofiel is een technische term, die gebruikt wordt door histologen. Het beschrijft het microscopisch beeld van cellen en weefsels, die gekleurd zijn met de zure kleurstof eosine. De gewoonlijk gekleurde structuren zijn basisch. Dit is het cytoplasma van cellen en extracellulaire proteïnen, zoals collageen.
Eosinofielen zijn structuren die gemakkelijk gekleurd worden door eosine en gewoonlijk helder roze kleuren bij standaard kleuringstechnieken zoals hematoxyline-eosinekleuring (H&E). Dit zijn bijvoorbeeld de lewy-lichaampjes en de mallorylichaampjes.